# San Benedetto Giuseppe Labre ai Monti

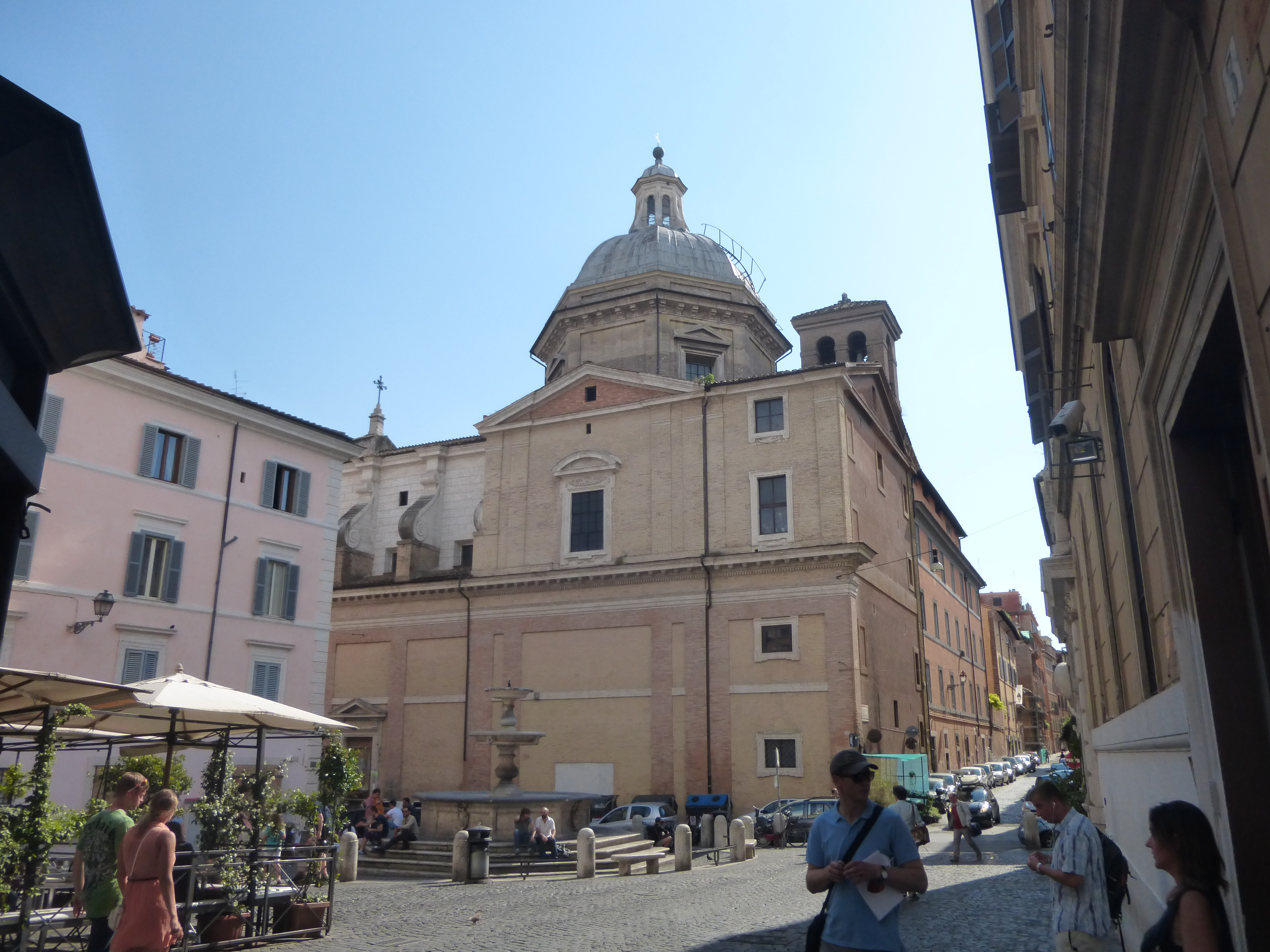
Nesta vista da igreja de Santa Maria ai Monti, a capela de San Benedetto é o edifício vizinho ao longo da Via dei Serpenti.

San Benedetto Giuseppe Labre ai Monti , conhecida também como Cappella di San Giuseppe Labre, é uma pequena capela localizada no número 2 da Via dei Serpenti, no rione Monti de Roma, bem perto da igreja de Santa Maria ai Monti. É dedicada a São Benedito José Labre, que morreu ali aos 35 anos de idade.

## História

### São Benedito José Labre
Benedito José era um peregrino nasceu em Amettes, na França, em 26 de março de 1748, numa família pobre e numerosa. Em 3 de dezembro de 1770, chegou a Roma pela primeira vez e ali se estabeleceu de forma estável em 1777, vivendo sob um dos arcos do Coliseu. Peregrino, foi morador de rua e mendigo nas ruas de Roma, provavelmente o mais notável exemplo de um louco por Cristo na Igreja Católica, muito mais comuns na Igreja Ortodoxa, especialmente na Rússia. Nos últimos anos de sua vida (apenas trinta e cinco anos), Benedito deixava a cidade apenas para realizar uma peregrinação anual ao Santuário da Santa Casa de Loreto. 

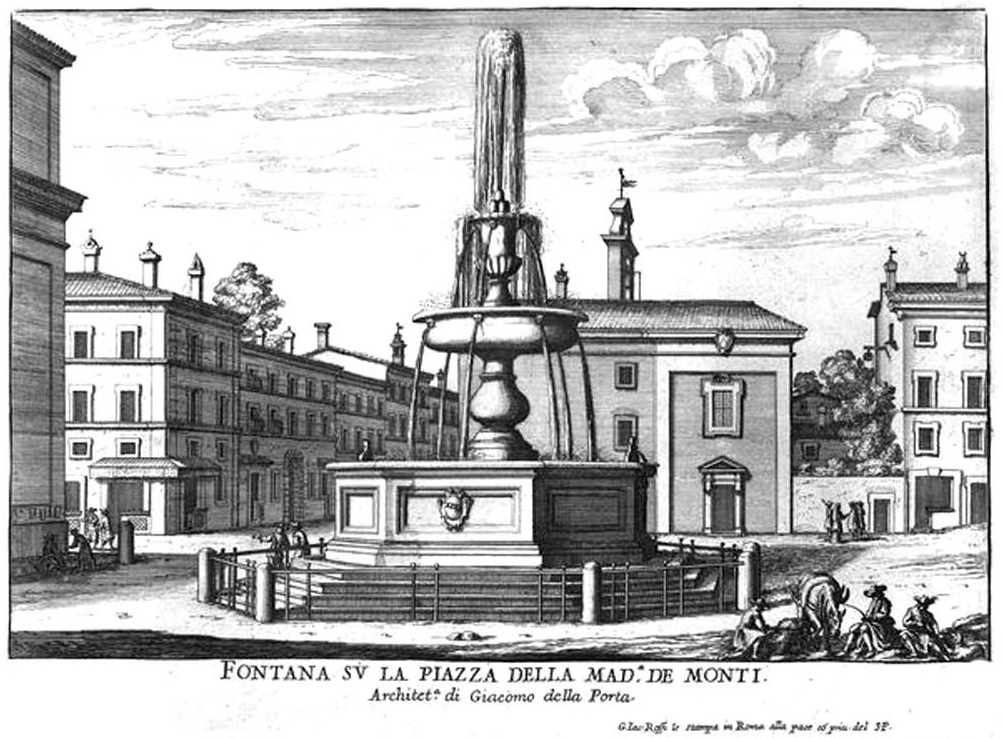
A mesma vista numa gravura de Giovanni Battista Falda em meados do século XVII.

Ele era conhecido dos romanos e muito amado por eles, conhecido como "Santo das Quarenta horas" (por causa de sua devoção à adoração da Eucaristia, e doava quase tudo o que recebia mendigando para outros mendigos. Sua fama era tamanha que ele era procurado por nobres e cardeais romanos, mas, no final da vida, estava num estado deplorável e famélico. Em 16 de abril de 1783, depois de rezar por duas horas em frente a um ícone da Virgem Maria em Santa Maria ai Monti, Benedito desfaleceu e foi levado para uma casa vizinha e morreu logo em seguida. Seu funeral contou com a presença de todas as classes sociais de Roma na época e causou grande comoção; seu corpo foi enterrado em Santa Maria.

### Capela
A devoção a ele começou imediatamente e o número de milagres atribuídos a sua intercessão alcançou a casa dos milhares em apenas alguns meses. O quarto no qual ele morreu foi transformado em um santuário e ali foram preservados os farrapos que ele vestia quando morreu, removidos do seu corpo quando ele foi sepultado. O local permaneceu sendo o principal centro de sua devoção até sua beatificação em 20 de maio de 1860, quando seu corpo foi exumado e posto num santuário na própria igreja de Santa Maria. Depois de sua canonização pelo papa Leão XIII, em 18 de dezembro de 1881, um altar e um novo santuário foram inaugurados na igreja.
Enquanto isto, o pequeno santuário do quarto de sua morte foi preservado e hoje está sob os cuidados de um instituto secular de irmãs conhecido como "Oblatas Apostólicas", fundadas em 1950, em Roma, pelo bispo Guglielmo Giaquinta como parte de sua "Campanha pela Santidade" (em italiano:  Movimento Pro Sanctitate). As irmãs da ordem chamam seus conventos de "betânias" (em italiano:  betanie) e, por isso, a casa hoje é chamada de Betania San Benedetto.

## Descrição
O santuário hoje consiste de uma sala-museu e uma capela. A primeira exibe a cama na qual morreu São Benedito e suas parcas possessões. Na capela está o local onde ficava originalmente a cama, no canto direito da nave, atualmente ocupado por uma estátua em tamanho natural em estuque do santo em seus momentos finais. Sobre ele, na parede, está uma pintura de Nossa Senhora entregando-lhe uma coroa acompanhada por putti com rosas. Ao lado da cama está um armário com ex-votos.
Existe ainda um pequeno santuário separado da nave da capela por um baixo arco triunfal. Um altar barroco com um frontão está decorado por uma peça de altar oval (tondo) representando o santo irradiando raios de luz. Um par de gabinetes com mais relíquias flanqueiam o altar, incluindo uma máscara funerária no da esquerda. Do mesmo lado está também uma pintura de São Benedito em oração. 
O local é bastante procurado por peregrinos e uma missa é celebrada ali em 16 de abril, dia da festa do santo, com a presença de muitos fieis. Na fachada está uma placa com os seguintes dizeres:"IN QUESTA CASA PORTATOVI MORENTE DALLA VICINA CHIESA DELLA MADONNA DEI MONTI IL 16 APRILE 1783 SPIRAVA SAN BENEDETTO GIUSEPPE LABRE MIRACOLO DI CARITÀ E DI PENITENZA APOSTOLICO PELLEGRINO AI MAGGIORI SANTUARI D'EUROPA NEL 2° CENTENARIO DELLA NASCITA: AMETTES (BOULOGNE) 26 MARZO 1748".